# Deidad
Una deidad o un dios es aquel ser sobrenatural divino al que se le atribuye ser la representación sobrenatural de un concepto (como por ejemplo algún fenómeno de la naturaleza, un valor, etc.), que suele ser poseedor de poderes sobrenaturales (aunque a algunas deidades no se les atribuye o describe poder alguno). Así, una deidad o dios es un ser sobrenatural considerado sagrado y digno de adoración y/o respeto debido a su autoridad sobre algún concepto presente en el universo, la naturaleza o la vida humana; el cual generalmente es o fue adorado en alguna de las diferentes culturas o civilizaciones. 
Puede ser concebido como divino, sagrado,santo, y/o inmortal; tenido en alta estima, respetado o temido por sus adeptos y seguidores.
Las deidades se representan con gran variedad de formas, pero con frecuencia con forma humana o animal; se les asignan personalidades y conciencias, intelecto, deseos y emociones como los humanos. Se le atribuyen fenómenos naturales tales como rayos, inundaciones y tormentas, así como milagros; mientras que a otras deidades se le atribuyen conceptos primordiales de la existencia (deidades primordiales).
Las deidades pueden ser concebidas como las autoridades o controladores de cada aspecto de la vida humana (tales como el nacimiento, la muerte o la otra vida). Algunas deidades (generalmente deidades primordiales) son consideradas las directoras del tiempo y el destino, los dadores de la moralidad y las leyes humanas, los jueces definitivos del valor y el comportamiento humanos y los diseñadores y creadores de la Tierra o Universo. Las deidades son generalmente benévolas o neutrales, pero tienen su contraparte en otros seres sobrenaturales, tales como los diablos o los demonios, los asuras, etc.
Las religiones pueden clasificarse igualmente según el número de deidades que adoran. Las religiones monoteístas solo aceptan una deidad (a la que se suele llamar «Dios»), mientras que las religiones politeístas aceptan múltiples deidades. Las religiones henoteístas aceptan un deidad suprema sin negar otras deidades, considerándolas aspectos de un mismo principio divino. Las religiones no teístas niegan cualquier deidad creadora eterna suprema, pero pueden aceptar un panteón de deidades que viven, mueren y pueden renacer como cualquier otro ser.: 35–37 : 357–358 
Aunque la mayoría de las religiones monoteístas conciben tradicionalmente a su dios como omnipotente, omnipresente, omnisciente, omnibenevolente e inmortal, ninguna de estas cualidades son esenciales para la definición de una «deidad», y varias culturas han conceptualizado sus deidades de manera diferente. Las religiones monoteístas suelen referirse a su dios en términos masculinos,: 96  mientras que otras religiones se refieren a sus deidades de diversas formas: masculinas, femeninas, hermafroditas o sin género.
Muchas culturas —incluyendo las antiguas mesopotámica, egipcia, griega, romana y germánica— han personificado fenómenos naturales, de diversas maneras como causas o efectos deliberados; e igualmente personificar a las fuerzas más primordiales de la existencia (como por ejemplo las deidades primordiales de la mitología griega) que subyugan, controlan, y/o crearon a los fenómenos naturales y/o a las deidades que controlan o representan a estos fenómenos de la naturaleza. Algunas deidades Avestan y Védicas eran vistas como conceptos éticos. En las religiones indias, las deidades han sido imaginadas como manifestándose dentro del templo del cuerpo de cada ser vivo, como órganos sensoriales y mente. Las deidades se conciben como una forma de existencia (Saṃsāra) posterior a la reencarnación, para los seres humanos que ganan méritos a través de una vida ética, donde se convierten en deidades guardianas y viven dichosos en el cielo, pero también están sujetos a la muerte cuando se pierde su mérito.: 35–38 : 356–359 

## Etimología
La palabra española «deidad» procede del latín deitas, ‘naturaleza divina’. Al igual que el sánscrito deva, ‘ser celestial’ o ‘dios’, proviene de la raíz protoindoeuropea *deiwos, ‘brillar’. De esta misma raíz derivan varias palabras relacionadas con el cielo: dies, ‘día’ o divum, ‘cielo abierto’.

## Relación con la humanidad
De algunas deidades se piensa que son invisibles o inaccesibles para los humanos (morando principalmente en lugares sobrenaturales, remotos o apartados y sagrados, tales como el Cielo, el Infierno, el firmamento, el inframundo, bajo el mar, en la cima de montañas altas, en bosques profundos o en un plano sobrenatural o esfera celestial; o incluso en la mente y/o el subconsciente humano), revelándose o manifestándose en raras pero escogidas veces a los humanos y dándose a conocer principalmente por sus efectos.
En el monoteísmo, suele creerse que un único dios que mora en el Cielo también es omnipresente e invisible.
En el politeísmo, los dioses se conciben como un contrapunto a los humanos. En el reconstruido e hipotético protoindoeuropeo los humanos eran descritos como tkonion, ‘terrenales’, en oposición a los dioses, que eran deivos, ‘celestiales’. Esta relación casi simbiótica está presente en muchas culturas posteriores: los humanos son definidos por su posición de súbditos a los dioses, a los que nutren con sacrificios, y los dioses son definidos por su soberanía sobre los humanos, castigándoles y recompensándoles, pero también dependientes de su adoración y en ocasiones la gente trata a su dios como alguien que les sirve a ellos.
El límite entre humano y divino no es en modo alguno absoluto en la mayoría de las culturas. Los semidioses son la descendencia de la unión entre un humano y una deidad, y la mayoría de las casas reales de la Antigüedad reclamaban ascendencias divinas. Comenzando con Neferirkara (siglo XXV a. C.), los faraones del Antiguo Egipto se hacían llamar «Hijos de Ra». Algunos gobernantes humanos, tales como los faraones del Imperio Medio, los emperadores japoneses y algunos emperadores romanos, han sido deidades adoradas por sus súbditos, incluso en vida. El primer gobernante de quien se sabe que reclamó su divinidad es Naram-Sin (siglo XXII a. C.). En muchas culturas se cree que gobernantes y otras personas prominentes o santas se transforman en deidades tras su muerte (véase Osiris y canonización).
Se destaca también, que los panteones de diversas culturas cuentan tanto con deidades benefactoras como mundanas.

### Religiones
Las religiones se pueden clasificar según la cantidad de deidades que adoran; las religiones monoteístas aceptan un solo Dios multifuncional, mientras que las religiones politeístas aceptan varios dioses con funciones específicas. Las religiones henoteístas aceptan un Dios supremo pero sin negar otros dioses, considerando que son aspectos del mismo principio divino. Las religiones no teístas niegan cualquier deidad suprema eterna, pero pueden aceptar un panteón de deidades que viven, mueren y pueden renacer como cualquier otro ser.
Varias culturas han conceptualizado sus deidades de manera diferente, las religiones monoteístas típicamente se refieren a una deidad masculina, mientras que otras religiones se refieren a sus deidades en una variedad de formas: masculina, femenina, hermafrodita o sin género.